# Schau nicht zurück
Schau nicht zurück (Originaltitel: High Tide at Noon) ist eine britische Literaturverfilmung von Regisseur Philip Leacock aus dem Jahr 1957 mit Betta St. John, William Sylvester, Michael Craig und Flora Robson in den Hauptrollen. Der Film wurde von der Rank Organisation nach dem Roman „High Tide at Noon“ von Elisabeth Ogilvie produziert.

## Handlung
Nach der Rückkehr in ihre Heimat, einem robusten aber isoliert liegenden Eiland, nahe Nova Scotia, muss Joanna, die Tochter des örtlichen Patriarchen, dem weite Teile der Insel gehören und der kleine Teile davon an heimische Fischer vermietet, sich bald der Gunst dreier Junggesellen erwehren – dem Rebellen Simon Breck, dem ehemaligen Freund Nils und dem poetisch veranlagten Neuling Alec Douglas.
Sie beginnt eine Romanze mit einem der drei Fischer. Bald heiraten die beiden, doch die Spielsucht ihres Ehemanns treibt das junge Paar in den finanziellen Ruin. Es bleibt nicht bei diesem einen Unglück und da die lokalen Hummerbestände aufgrund der Überfischung immer mehr schwinden und die Versorgung der Fischer und der heimischen Bevölkerung nicht mehr gewährleistet ist, müssen die Bewohner der Insel ihrer wirtschaftlichen Not ins Auge blicken und das Eiland verlassen.

## Kritiken
„Die Geschicke einer Fischerfamilie auf einer kargen Insel Neuschottlands. Als der Hummerfang immer weniger abwirft, nehmen die Spannungen unter den Bewohnern zu. Die Tochter der Familie heiratet einen Fischer, der der Spielleidenschaft verfallen ist und bei einem Unfall auf See ums Leben kommt. Nach Jahren kehrt sie auf die inzwischen verwaiste Insel zurück. Langweiliger sentimentaler Heimatfilm in kanadischer Landschaft.“

„Die rührselige Geschichte wird erträglich gemacht durch eine lebendige abwechslungsreiche Aufnahmetechnik.“

## Hintergrund
Der Film wurde 1957 als offizieller Wettbewerbsbeitrag bei den Internationalen Filmfestspielen in Cannes gezeigt.

## Produktionsnotizen
Die musikalische Leitung hatte Muir Mathieson. Die Bauten schuf Edward Carrick. Geoffrey Rodway sowie Maude Onslow zeichneten für Masken und Frisuren verantwortlich. Die Kostüme schuf Joan Ellacott und die Produktionsleitung hatte Hugh Attwooll. Drehorte des Films lagen in Northwest Cove, Nova Scotia in Kanada.